# Ploske, Svaleava
Ploske (în ucraineană Плоске) este localitatea de reședință a comunei Ploske din raionul Svaleava, regiunea Transcarpatia, Ucraina.

## Demografie
Componența lingvistică a localității Ploske
     Ucraineană (99,72%)
     Alte limbi (0,28%)
Conform recensământului din 2001, majoritatea populației localității Ploske era vorbitoare de ucraineană (99,72%), existând în minoritate și vorbitori de alte limbi.